# جبل شيمبريس
جبل شيمبيريس أو (شِمبِرِس) أعلى جبل في الصومال، ويبلغ ارتفاعه 2,460 متر (8,071 قدم) فوق مستوى سطح البحر. يقع جبل شيمبيرس في سلسلة جبال علمدو بمحافظة سناج.

## روابط خارجية
- دراسة حول الصومال